# Ctenophorus pictus
Ctenophorus pictus — вид ігуаноподібних ящірок родини агамових (Agamidae). Ендемік Австралії.

## Поширення й екологія
Ctenophorus pictus широко поширені в Австралії, від південного сходу Західної Австралії до центральної частини Нового Південного Уельсу та північно-західної частини Вікторії. Вони живуть у напівпустелях і саванах, на сухих луках, серед купин трави. Живляться переважно комахами.